# ウルたま
『メ〜テレワイド ウルたま』は、2003年10月4日から2004年3月27日まで名古屋テレビ（メ〜テレ）で放送された情報番組。全25回。放送時間は毎週土曜 10:00 - 11:45 (JST) 。

## 概要
前番組『メ〜テレワイド サンダー5』でウド鈴木が担当していた旅企画が『ウドちゃんの旅してゴメン』と題して単独番組化するのに伴い、主たる生ワイドパートも改題リニューアルすることになった。それがこの『メ〜テレワイド ウルたま』である。
前番組と同様に女性層をターゲットにした番組で、毎回視聴者に旅とグルメに関する情報を提供していた。直前枠の『旅してゴメン』も同様にウドが毎回各地を旅する模様を放送していたことから、メ〜テレのこの時間帯は『旅してゴメン』→『ウルたま』と連続で旅番組が放送されるという状態になった。司会は、前番組でサブ司会を務めていた島崎和歌子と新規参入者のチューヤンが担当。ほか、前番組からの継続出演者たちがその脇を固める形で出演していた。番組タイトルは「ウルフィのたまご」を略したもので、タイトルロゴには "WOLFY NO TAMAGO" という副題と玉子の殻の中に入ったウルフィのイラストが添えられていた。
しかし、この番組も前番組と同様に放送開始からわずか半年で終了。その後、同枠では放送時間を『Bella Spirito』時代の長さにまで短縮し、レギュラー陣も大幅に入れ替えた後継番組『WAYAYA丼』がスタートした。

## 出演者

### 司会
- 島崎和歌子
- チューヤン

### リポーター
- 真渓ハナ
- 宇都木員夫
- 梨元勝
- 梨元麻里奈
- 影島香代子（当時メ〜テレアナウンサー）
- 佐藤裕二（メ〜テレアナウンサー）
- 神取恭子（メ〜テレアナウンサー）
- 岡山裕子（当時メ〜テレアナウンサー）

### ナレーター
- 星恭博（メ〜テレアナウンサー）

## 主な放送内容
グルメのたまご（グルたま）
真渓・神取・岡山が各地の飲食店をリポートしていたコーナーで、番組がセールスポイントにしていた旅企画もこのコーナーで行われていた。通常のグルメリポートでは東海3県のみを訪れていたが、旅企画においては横浜中華街や京都府などの遠隔地を訪れていた。
エンタのたまご（エンたま）
宇津木と梨元勝・麻里奈親子が番組放送当日までに報じられた1週間分の芸能ニュースを紹介・考察していたコーナー。『サンダー5』時代の芸能情報コーナーをほぼそのまま引き継いだコーナーで、リポーターの梨元親子も同コーナーからの継続出演者である。
ウキウキたまご（ウキたま）
影島が「しまかげ」なる架空の人物になりすまし、女性の為になる販売品やサービスを調査していたコーナー。当初は影島自らが訪問先のエステティックサロンでサービスを体験したりするコーナーだったが、放送末期では日本各地や世界各地を旅するようになるなど、上記「グルたま」とあまり変わらない内容になっていった。